# Leptinotarsa juncta
Leptinotarsa juncta  (лат.) — вид жуков-листоедов рода Leptinotarsa из семейства Chrysomelidae. Северная Америка: США. Известен как ложный картофельный жук (False Potato Beetle) .

## Описание
Среднего размера жуки-листоеды (длина от 8 до 13 мм, ширина от 5 до 8 мм), сходные с колорадским жуком. Тело овальное, выпуклое. Усики 11-члениковые. Максиллярные щупики состоят из 4 сегментов (вершинный членик нижнечелюстных щупиков короче предшествующего). Пронотум шире головы. Каждое жёлтое надкрылье с 5 полными чёрными полосками, идущими от основания к вершине (пятая полоска идёт параллельно латеральному краю надкрылий). Полоски 2, 3 и 4 не соединяются у вершины. Нижняя поверхность тела и ноги многоцветные. Пунктировка надкрылий в регулярных рядах от основания к вершине (грубые пунктуры окаймляют чёрные полоски с краёв). Бёдра с чёрным пятном на внешнем краю (у близкого колорадского жука такие пятна на ногах отсутствуют и пунктировка разбросанная и не образует рядов).